# Шазам! Ярость богов
«Шаза́м! Я́рость бого́в» (англ. Shazam! Fury of the Gods) — американский комедийный супергеройский фильм режиссёра Дэвида Ф. Сандберга, основанный на одноимённом персонаже комиксов DC. Автором сценария выступил Генри Гайден. Кинокартина является сиквелом фильма «Шазам!» (2019) и двенадцатым фильмом Расширенной вселенной DC. Главную роль исполняет Закари Ливай; также в фильме сыграли Ашер Энджел, Джек Дилан Грейзер, Фэйт Херман, Грэйс Фултон, Йен Чен, Джован Арман, Марта Миланс, Купер Эндрюс, Рэйчел Зеглер, Люси Лью и Хелен Миррен. По сюжету Билли Бэтсон / Шазам и его братья и сёстры сражаются с дочерьми Атласа.
Сиквел «Шазама!» был анонсирован вскоре после выхода этого фильма в апреле 2019 года, и к декабрю Гайден вернулся вместе с Сандбергом и Ливаем. Название и большая часть основного состава были подтверждены в августе 2020 года. Съёмки фильма начались 26 мая 2021 года в Атланте, штат Джорджия. Завершились съёмки 31 августа 2021 года.
«Шазам! Ярость богов» вышел в США 17 марта 2023 года и получил неоднозначные отзывы критиков, которые высоко оценили экшн-сцены, но негативно отозвались о сюжете и сценарии, и посчитали, что сиквел уступает первой части. Кроме того, фильм провалился в прокате, собрав по всему миру $134 млн при бюджете $125 млн.

## Сюжет
Через четыре года после поражения Таддеуса Сиваны, Геспера и Калипсо, две дочери титана Атласа, проникают в музей Акрополя в Афины (Греция), чтобы украсть сломанный посох волшебника. Затем они относят его волшебнику, заключённому в царство богов, заставляя его починить посох и активировать его силу.
В Филадельфии Билли Бэтсон и его приёмная «Семья Шазамов» спасают людей на разрушающемся мосту Бенджамина Франклина. Вследствие взросления и появления личных интересов, группа отдаляется друг от друга. Билли беспокоится, что его выгонят из семьи Васкес. Во сне волшебник предупреждает Билли о дочерях Атласа, что побуждает Семью Шазамов начать расследование.
Фредди Фриман, которого всё ещё обижают в школе, влюбляется в девушку по имени Энн и демонстрирует ей свою супергеройскую сущность. Геспера и Калипсо приходят с посохом и крадут силы Фредди. Энн оказывается младшей сестрой дочерей Атласа — Антеей. Билли и Семья Шазамов пытаются спасти Фредди, но дочери похищают его и устанавливают вокруг города неразрушимый купол, заперев всех внутри. Фредди вместе с волшебником заключён в царство богов. Злодейки рассказывают, что хотят отомстить, потому что волшебник убил их отца.
Тем временем Семья Шазамов попадает в Скалу Вечности, где встречает разумное перо по имени «Стив», которое используют для составления письма Геспере с целью договориться об освобождении Фредди. Билли встречает Гесперу, и, несмотря на то, что их встреча поначалу шла дружественно, Геспера и Калипсо вступают в бой с Семьёй Шазамов. Педро теряет свои силы во время схватки, а Гесперу захватывают и отвозят на Скалу. Геспера легко вырывается и крадёт Золотое яблоко, семя Дерева жизни. Тем временем Фредди и волшебник пытаются сбежать из царства богов с помощью Антеи; в это же время Геспера возвращается с яблоком. Дочери спорят: Геспера и Антея хотят использовать яблоко для возрождения своего царства, а Калипсо планирует посадить его на Земле, чтобы уничтожить планету. Фредди крадёт Яблоко, но его выслеживают, после чего появляются Билли и Семья Шазамов, и к Фредди возвращаются суперспособности.
Семья Шазамов появляется вместе с волшебником в доме Васкесов, где раскрывает свои тайные личности приёмным родителям. Калипсо появляется с драконом по имени Ладон, чтобы забрать Яблоко. Все, кроме Билли, теряют способности в этой битве, а Калипсо использует Яблоко, чтобы посадить Дерево в «Ситизенс-бэнк-парк», которое порождает монстров, созданных для нападения на город. Геспера и Антея выступают против разрушительного плана сестры, вследствие чего Калипсо смертельно ранит Гесперу и лишает Антею сил. Билли в отчаянии просит волшебника вернуть суперспособности, на что тот уверяет Бэтсона, что он — настоящий герой.
Прислушавшись к словам волшебника, Билли превращается в Шазама и улетает, чтобы остановить Калипсо, в то время как Семья Шазамов заручается помощью единорогов, чтобы отбиться от других монстров. Тем временем Билли уговаривает умирающую Гесперу помочь остановить Калипсо. Поняв, что купол бурно реагирует на молнии, Билли заманивает Калипсо в Парк, в то время как Геспера уменьшает купол. Билли сражается с Калипсо и Ладоном и убивает их, перегрузив посох электричеством, ценой собственной жизни уничтожив Дерево, а вместе с ним и армию Калипсо. Геспера признаёт Билли истинным богом, после чего умирает от ран.
Антея приводит семью Билли в царство богов для его похорон. Появляется Диана Принс — последнее живое существо с силами богов, восстанавливает посох, наделяя его своими способностями, и использует его для возрождения царства богов, сил Антеи и воскрешения Билли. После Бэтсон использует посох, чтобы восстановить силы своих братьев и сестёр. Семья Шазамов ремонтирует свой дом, а Антея и волшебник поселяются на Земле.
В первой сцене после титров Эмилия Харкорт и Джон Экономос пытаются завербовать Билли в Общество справедливости от имени Аманды Уоллер.
Во второй сцене после титров всё ещё находящийся в заключении Сивана встречается с Мистером Майндом, который разгневан тем, что до сих пор не приступил к осуществлению их плана.

## Актёрский состав
- Ашер Энджел — Билли Бэтсон: Сирота-подросток, который был избран волшебником Шазамом[8].
  - Закари Ливай — Шазам: Альтер эго Билли Бэтсона, произнеся магическое слово «Шазам!», в оригинале являющееся акронимом шести легендарных богов и героев древнего мира и их способностей: мудрости Соломона, силы Геракла, стойкости Атласа, мощи Зевса, смелости Ахиллеса и скорости Меркурия[9].
- Джек Дилан Грейзер — Фредди Фриман[англ.]: Приёмный брат Билли с ограниченными способностями и фанат супергероев[8].
  - Адам Броди — Шазам-младший[англ.]: Альтер эго Фредди.
- Грэйс Кэролайн Карри[англ.] — Мэри Бромфилд: Старшая приёмная сестра Билли[10].
  - Грэйс также исполнила роль Мэри Марвел, альтер эго Мэри, вместо Мишель Борт, сыгравшей эту роль в первом фильме[11].
- Джован Арман — Педро Пенье[англ.]: Старший приёмный брат Билли.
  - Ди Джей Котрона — альтер эго Педро[10].
- Фэйт Херман[англ.] — Дарла Дадли[англ.]: Младшая приёмная сестра Билли.
  - Миган Гуд — альтер эго Дарлы[8].
- Йен Чен[англ.] — Юджин Чой[англ.]: Младший приёмный брат Билли.
  - Росс Батлер — альтер эго Юджина[10].
- Марта Миланс[англ.] — Роза Васкес: Приёмная мать детей[12].
- Купер Эндрюс[англ.] — Виктор Васкес: Приёмный отец детей[13].
- Рэйчел Зеглер — Антея / Анна: Дочь Атласа и сестра Гесперы и Калипсо[14][15].
- Люси Лью — Калипсо: Дочь Атласа и сестра Гесперы и Антеи[16].
- Хелен Миррен — Геспера: Дочь Атласа со злыми намерениями[15][17].
- Галь Гадот — Диана Принс / Чудо-женщина

## Производство

### Разработка
Warner Bros. и New Line Cinema начали разработку продолжения «Шазама!» вскоре после выхода этого фильма в апреле 2019 года, когда Генри Гайден вернулся, чтобы написать сценарий. Ожидалось, что также вернутся режиссёр Дэвид Ф. Сандберг и продюсер Питер Сафран. К тому времени Мишель Борт подписала контракт, чтобы вернуться в роли Мэри Марвел как минимум для одного сиквела. В июне Закари Ливай подтвердил своё участие, и началось сочинение материала, а съёмки должны были начаться в середине 2020 года. В декабре Warner Bros. назначила дату выхода сиквела на 1 апреля 2022 года и подтвердила участие Сандберга, Ливая и Гайдена, а также ожидается возвращение большей части съёмочной группы первого фильма. В апреле 2020 года Warner Bros. отложили выход фильма до 4 ноября 2022 года из-за пандемии COVID-19. В июне Марта Миланс подтвердила, что вновь сыграет Розу Васкес. Она надеялась, что Роза сможет получить в фильме суперсилы, аналогичные детским персонажам, и обсуждала это со сценаристами.

### Препродакшн
Во время виртуального мероприятия DC FanDome в августе 2020 года было официально подтверждено участие Сандберга и Ливая, а также возвращение Ашера Энджела в роли Билли Бэтсона, Джека Дилана Грейзера в роли Фредди Фримена и Адама Броди в роли его альтер эго, Фэйт Херман в роли Дарлы Дадли и Миган Гуд в роли её альтер эго, Грэйс Фултон в роли Мэри Бромфилд, Йена Чена в роли Юджина Чоя с Россом Батлером в роли его альтер эго и Джована Армана в роли Педро Пенья и Ди Джей Котроной в роли его альтер эго. Также выяснилось название фильма — «Шазам! Ярость богов». В следующем месяце Ливай сказал, что съёмки начнутся в начале 2021 года. В октябре выход снова был отложен до 2 июня 2023 года, а в следующем месяце Марк Стронг, сыгравший доктора Таддеуса Сивану в первом фильме, сказал, что он «ждал, чтобы услышать» о возвращении для сиквела, и что производство было приостановлено, пока не станет безопасным начало.
В январе 2021 года Гуд сообщила, что съёмки начнутся в мае, а в следующем месяце Рэйчел Зеглер присоединяется с нераскрытой «ключевой ролью». Джефф Джонс также был сопродюсером своей компании Mad Ghost Productions. В марте Хелен Миррен получила роль Гесперы, а Зеглер сыграла её сестру. В следующем месяце Люси Лью получила роль Калипсо. В мае 2021 года Стронг подтвердил, что не будет повторять свою роль доктора Таддеуса Сиваны в фильме.

### Съёмки
Основные съёмки стартовали 26 мая 2021 года в Атланте, штат Джорджия, с Дьюлой Падошем в качестве оператора. Съёмки также происходили в Торонто. Съёмки были отложены с первоначального старта с середины 2020 года из-за пандемии COVID-19. 31 августа 2021 года было объявлено о завершении съёмок.

### Музыка
В июле 2022 года официально было объявлено, что композитором фильма стал Кристоф Бек.

## Релиз
«Шазам! Ярость богов» был выпущен Warner Bros. Pictures в США 17 марта 2023 года.
Первоначально релиз был запланирован на 1 апреля 2022 года, а затем был отложен до 4 ноября 2022 года, и затем — до июня 2023 года из-за пандемии COVID-19. В марте 2022 премьеру перенесли на 16 декабря 2022 года. Ранее в этот день должен был выйти фильм «Аквамен и потерянное царство». В апреле премьера была перенесена на 5 дней вперёд, на 21 декабря. В августе 2022 года фильм был перенесён на 17 марта 2023 года во избежание конкуренции в прокате с фильмом «Аватар: Путь воды». Эта дата также ранее принадлежала «Потерянному царству», но после серии переносов «Аквамен: Потерянное царство» должен выйти в прокат 25 декабря 2023 года.

## Реакция

### Кассовые сборы
«Шазам! Ярость богов» собрал $57,6 млн в США и Канаде и $76,4 млн в других странах, в общей сумме собрав $134 млн по всему миру. Фильм является кассовым провалом, поскольку бюджет составляет $125 млн.

### Отзывы и оценки
На сайте-агрегаторе рецензий Rotten Tomatoes «рейтинг свежести» фильма составляет 49 % со средней оценкой 5,6 из 10 на основе 245 отзывов. Консенсус критиков гласит: «Более расфокусированный и менее удовлетворительный, чем его предшественник, фильм „Шазам! Ярость богов“ всё ещё сохраняет достаточно глупого очарования исходного материала, чтобы спасти положение». На сайте Metacritic средневзвешанная оценка ленты составляет 47 из 100 на основе 49 рецензий, что означает «смешанные или средние отзывы». Зрители, опрошенные CinemaScore, поставили фильму среднюю оценку «B+» по шкале от A+ до F; по данным PostTrak, 78 % просмотревших дали фильму положительную оценку, а 64 % заявили, что рекомендуют его к просмотру.

## Маркетинг
На DC Fandome был показан ролик с кадрами со съёмок фильма. На Comic Con в Сан Диего был показан первый трейлер.

## Комментарии
1. ↑  Как показано в фильме «Шазам!» (2019)
2. ↑  Посох был уничтожен Билли Бэтсоном в фильме «Шазам!» (2019)